# Thomas Robert Cech
Pour les articles homonymes, voir Cech.
Thomas Robert Cech (8 décembre 1947 à Chicago) est un chimiste américain. Il est colauréat avec Sidney Altman du prix Nobel de chimie de 1989 pour « la découverte des propriétés catalytiques de l'ARN ».

## Biographie
Thomas Cech étudia et obtint un doctorat en chimie à l'université de Californie à Berkeley. Par la suite, il partit au Massachusetts Institute of Technology. Il obtint son premier poste à l'université du Colorado à Boulder, où il dirige 2010 un laboratoire de recherche.

## Travaux scientifiques
Il s'intéressa essentiellement au traitement de l'ARN, l'étape de maturation de la transcription primaire à l'ARN fonctionnelle. En 1982, il fit une découverte essentielle, la preuve de la capacité de l'acide ribonucléique ribosomique du cilié Tetrahymena thermophila d'éliminer un intron contenu dans les grands acides ribonucléiques ribosomiques sans le concours d'une protéine. Ce fut la première preuve d'un auto-épissage.
Un autre domaine de recherche de Thomas Cech concerne la structure et la fonction des télomères, pour lesquels une enzyme spéciale, la télomérase, est responsable de la formation des extrémités des chromosomes linéaires.

## Distinctions
- 1985 : Bourse Guggenheim
- 1985 : Pfizer Award in Enzyme Chemistry (en)
- 1986 : Prix Newcomb-Cleveland
- 1987 : NAS Award in Molecular Biology (en)
- 1988 : prix Albert-Lasker pour la recherche médicale fondamentale
- 1988 : prix Gairdner
- 1988 : prix Louisa-Gross-Horwitz
- 1988 : prix HP Heineken de biochimie et de biophysique
- 1988 : Rosenstiel Award avec Sidney Altman pour leur découverte de la catalyse ARN
- 1989 : prix Nobel de chimie
- 1995 : National Medal of Science
- 2007 : médaille d'or Othmer[2]

## Honneurs
- Doctorat honoris causa de l'Université Harvard en 2010[3]
- Membre de l'American Association for Cancer Research (en) en 2016
- Membre de l'Académie nationale des sciences
- Membre de l'Académie américaine des arts et des sciences
- Président du Howard Hughes Medical Institute (depuis 2000)